# فرانتس زوندهايمر
فرانتس زوندهايمر Franz Sondheimer (11 فبراير 1981 - 17 مايو 1926) هو أستاذ كيمياء بريطاني ألماني المولد. 
في عام 1960 حصل على جائزة إسرائيل في جال العلوم الدقيقة. وهي أرفع جائزة تمنحها دولة إسرائيل.

## حياته
ولد فرانتس زوندهايمر في مدينة شتوتغارت في ألمانيا في 17 مايو 1926، وهو الابن الثاني لماكس وإيدا زوندهايمر. كان والده يدير شركة مملوكة للعائلة لتصنيع الغراء. وكان شقيقه الأكبر إرنست أستاذًا للرياضيات في كلية ويستفيلد. وبفضل علاقات العمل في إنجلترا ، تمكن ماكس زوندهايمر من نقل عائلته إلى لندن في سبتمبر 1937. بدأ زوندهايمر الذي لم يكن يعرف اللغة الإنجليزية تعليمه في إنجلترا أولاً في ساوث إند ثم في مدرسة هيلي في بورنماوث. وفي عام 1940 بعد أن اجتاز امتحان القبول العام، التحق بمدرسة هايغيت. وبقي في لندن حيث حصل على شهادة المدرسة في تسعة مواد دراسية في عام 1942. بعد أكثر من عام بقليل قبل في كلية إمبريال كوليدج، حيث درس بها حتى نهاية الحرب، وجاء على رأس زملائه في الامتحان النهائي. حصل على درجة الدكتوراه في عام 1948، بعد أن درس مركبات الأسيتيلينيك تحت إشراف إيان هيلبرون وإيه آر إتش جونز .
انتقل زوندهايمر إلى هارفرد في عام 1948 للانضمام إلى مجموعة وودوارد في مشروعهم حول تخليق الستيرويد.  وانتقل بعد ذلك في أوائل عام 1952، إلى سينتاكس في مكسيكو سيتي ليحل محل كارل جيراسي كرئيس لقسم الأبحاث. خلال إقامته لمدة أربع سنوات ساعد في الوصول إلى وسائل مباشرة قصيرة للكورتيزون،  وإلى جميع الهرمونات الجنسية الرئيسية. لقد استمتع تمامًا بوقته هناك وكان محبوبًا ومحترمًا جدًا. استكشف الكثير من المنطقة على متن طائرة بيتشكرافت بونانزا الخاصة به. 
في عام 1956 حين كان يبلغ من العمر ثلاثين عامًا، عين رئيسًا لقسم الكيمياء العضوية في معهد وايزمان. لقد شكل فريقًا قويًا من العلماء والمتخصصين و«عاد إلى حبه القديم كيمياء الأسيتيلين، كأساس لمساهمته الأصلية والأساسية في كيمياء الحلقات.»  
في عام 1963 قبل ثم رفض عرض الأستاذية المرموقة في جامعة شيكاغو. ووافق بدلاً من ذلك على أحد منصب أستاذ أبحاث في الجمعية الملكية التي تم إنشاؤها حديثًا في جامعة كامبريدج. وكان يتمتع بقدر كبير من الحرية ، وأنشأ مجموعة دولية كبيرة، وأصبح زميلًا في كلية تشرشل . ومع ذلك لم يكن سعيدًا في كامبريدج وانتقل في عام 1967 إلى جامعة كوليدج لندن. في مايو من ذلك العام تم انتخابه زميلاً في الجمعية الملكية. جاء في حيثيات اختياره عضواً ما يلي: يتميز البروفيسور زوندهايمر بعمله على التوليف الكلي لمجموعة من المنتجات الطبيعية، والتوليف الجزئي لهرمونات الستيرويد ومضاهاتها، وخاصة بالنسبة لتوليفاته من فئة غير معروفة حتى الآن من المركبات الحلقية الكبيرة المترافقة غير المشبعة التي أدت إلى لبعض الاستنتاجات النظرية المثيرة للاهتمام. وقد نشر حتى الآن 167 بحثًا حول هذه الموضوعات. ومع ذلك فإن مشاكل التمويل وصعوبة توظيف طلاب ما بعد الدكتوراه الأجانب، وتركيزه المستمر على مجالات البحث غير العصرية الآن، ساهمت جميعها في عدم كون هذا الفصل مرضيًا في حياته المهنية.
عانى فرانتس زوندهايمر من اكتئاب طويل الأمد. ومات في 11 فبراير 1981 في مكتبه بمختبر ستوفر في ستانفورد، حيث كان في إجازة. ويبدو أنه انتحر بتناول مادة السيانيد. 
من بين الطلاب البارزين لزوندهايمر: في كي سي نيكولاو، رفائيل ميخولام، تيموثي والزغروف، هنري إن سي وونغ.

## الجوائز والتكريم
- في عام 1960 مُنح زوندهايمر جائزة إسرائيل في العلوم الدقيقة. [12]
- في عام 1961 حصل على وسام وجائزة كورداي مورغان.
- في عام 1967 انتخب زميلاً في الجمعية الملكية.